# 亨利·吉桑

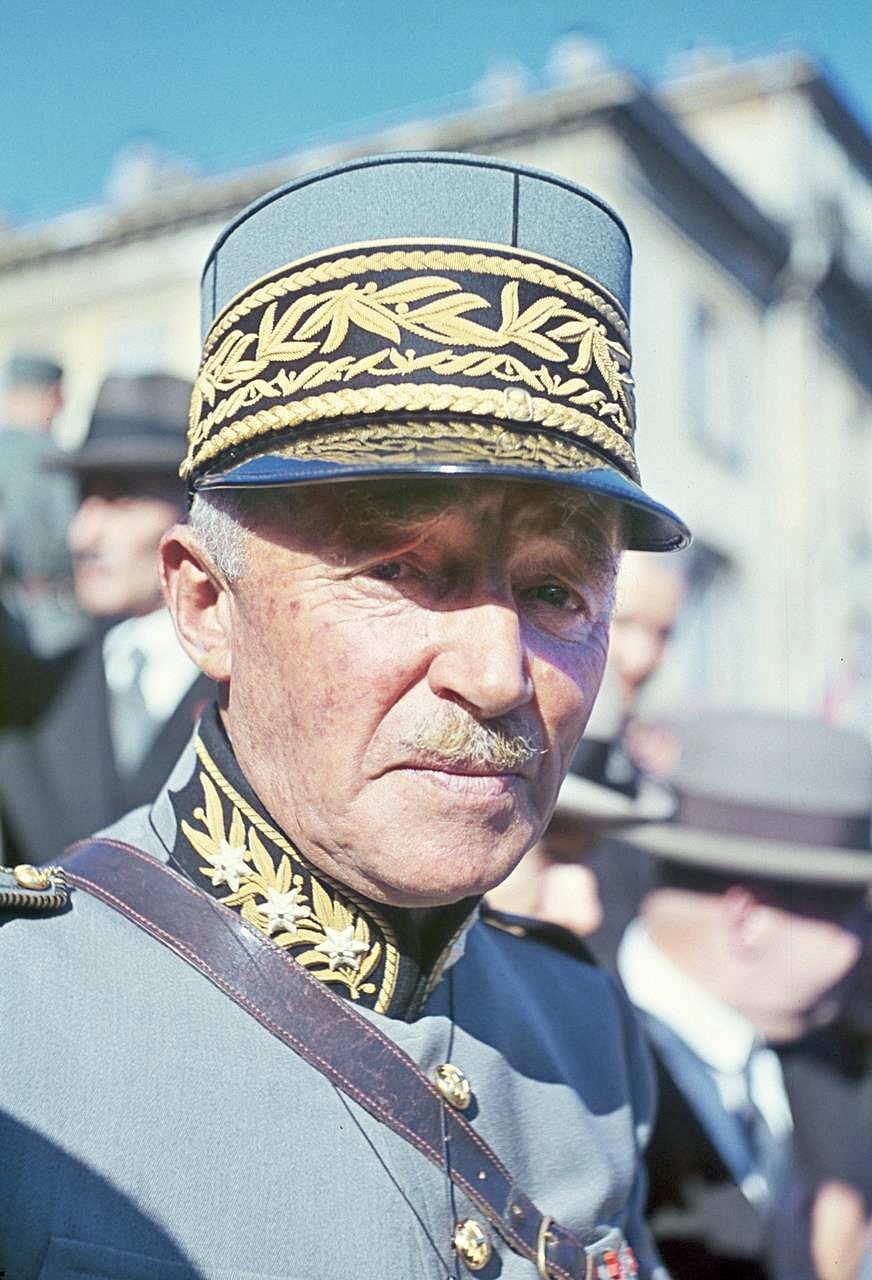
瑞士武装部队总司令亨利·吉桑

亨利·吉桑（法語：Henri Guisan，法語發音：[ɑ̃ʁi ɡizɑ̃]，1874年10月21日—1960年4月7日），是瑞士陆军将领，他在第二次世界大战期间担任瑞士武装部队总司令一职。吉桑是第四位也是截至目前最后一位拥有瑞士将军军衔的人。1940年，他临危受命有效地动员了瑞士军队和民众，以准备抵抗纳粹德国可能发动的入侵。他于2010年被评为「有史以来最伟大的瑞士人」并位列第四名。